# Chiracha
Le Chiracha est un stratovolcan rhyolitique situé dans la région Sidama en Éthiopie, au nord-est du lac Abaya.
Alors que la majeure partie des volcans de la vallée du Grand Rift datent du Pléistocène ou de l'Holocène, le Chiracha serait vraisemblablement plus ancien.